# Bataille de Ia Drang
Guerre du Viêt Nam
Batailles
La bataille de Ia Drang est l'un des premiers affrontements majeurs entre l'armée américaine et l'Armée populaire vietnamienne durant la guerre du Viêt Nam. Elle se déroula en deux parties entre le 14 et le 18 novembre 1965 autour de deux zones d'atterrissage, à l'ouest de Plei Me, précisément « au pied est du massif Chu Pong » dans le complex Chu Pong Ia Drang du Vietnam du Sud. La bataille tire son nom de la rivière Drang qui s'écoule tout au long de vallée là où les combats se sont déroulés. Ia signifie « rivière » dans le dialecte montagnard local.
Les forces américaines en présence étaient le Premier et le Second bataillons du 7e de cavalerie et le Second bataillon du 5e de cavalerie US. Les forces vietnamiennes comprenaient les 33e, 66e et 320e régiments de l'Armée populaire vietnamienne et le bataillon H15 du Front national de libération du Sud Viêt Nam (plus connu sous l'appellation péjorative « Viet-Cong » par ses adversaires). La bataille a pour spécificité l'emploi des bombardiers B-52 comme force principale appuyée par la force secondaire effectuée par la cavalerie US.
Les deux belligérants ont subi de lourdes pertes et tous deux revendiquèrent la victoire. Durant cette bataille, l'armée américaine perdit 234 soldats et 242 autres furent blessés. Le 17 novembre 1965 eut lieu l'embuscade la plus meurtrière de toute la guerre, avec 155 soldats tués et 126 blessés.
Cette bataille a fait l'objet d'un livre acclamé par les critiques, We Were Soldiers Once… And Young, de Harold G. Moore et Joseph L. Galloway, paru en 1992. En 2002, Randall Wallace adapta la 1re partie de la bataille au cinéma dans le film Nous étions soldats. La chaîne de télévision américaine National Geographic Channel diffusa un programme intitulé Day under Fire : Vietnam War (Journée sous le feu : La guerre du Viêt-Nam), principalement  consacré à la bataille de Ia Drang.

## Contexte

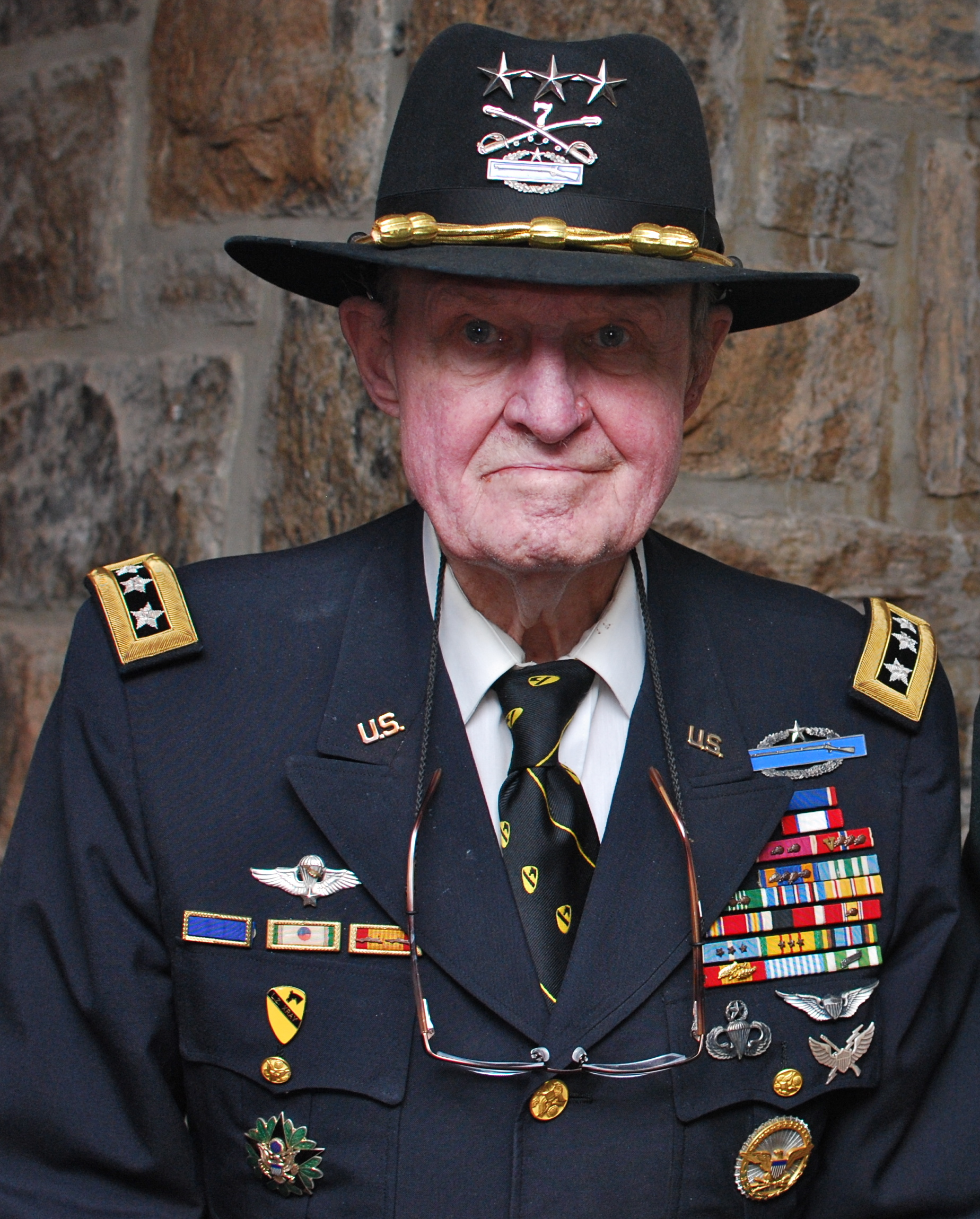
Hal Moore à l'Académie militaire américaine de West Point le 10 mai 2010.

En 1965, les forces du Vietcong avaient le contrôle de la plupart des campagnes et avaient établi une importante infrastructure militaire dans les Hauts Plateaux du Sud Vietnam, au nord-est de la région de Saïgon. Au cours de la décennie précédente, les forces communistes vietnamiennes avaient déjà opéré dans cette zone contre les Français, remportant en 1954 une victoire importante et symbolique à la bataille de la passe de Mang Yang (aussi connue sous le nom de bataille d'An Khê). La zone comportait peu de routes fiables, ce qui en faisait un lieu idéal pour les forces communistes pour y installer des bases relativement à l'abri des attaques des forces de l'ARVN qui se cantonnaient aux routes. Au cours de l'année 1965, de grands groupes de soldats réguliers de l'armée nord-vietnamienne furent acheminés dans la région afin de prendre part à de grandes opérations offensives. Des attaques menées vers le sud-ouest à partir de ces bases menaçaient de couper le Sud-Vietnam en deux.
Le commandement américain vit cela comme l'endroit idéal pour tester ses nouvelles tactiques d'assaut aérien. Ce concept, élaboré pour des unités de la taille d'un bataillon, consistait à les acheminer, à les ravitailler, et à les extraire d'une zone d'opération en utilisant des hélicoptères. Les armes lourdes d'une force interarmées normale ne pouvant pas être acheminées par ce moyen, l'infanterie aéroportée devait être soutenue par un ensemble coordonné comprenant un soutien aérien et un soutien d'artillerie terrestre et aérien, basé à distance de la zone d'action et commandé par des observateurs sur place. Ces tactiques avaient été testées par la nouvelle 11th Air Mobility Division. La 11th Division fut renommée en 1st Cavalry Division. Ses soldats se baptisèrent eux-mêmes les « Air Cav ». À partir de juillet 1965, ils commencèrent à être déployés au Camp Radcliffe à An Khê, au Sud-Vietnam. En novembre, la quasi-totalité des trois brigades de la division était sur le terrain et prête pour les opérations.
Le 27 octobre, au lendemain de la levée du siège du camp de Plei Me et à la suite de la retraite des unités attaquantes du 32e et du 33e régiments, le deuxième corps d'armée ARVN assigna à la cavalerie US l'opération Long Reach (traduit du Vietnamien « Trường Chinh ») avec la mission de refouler ces deux régiments vers Chu Pong qui était leur point de départ d'attaque. La 1re brigade de la 1st division commença l'exécution de la tâche avec l'opération All the Way en harcelant les troupes ennemies en repli avec des vols d'hélicoptères et en les canalisant vers l'ouest. Le 9 novembre, la 3e brigade remplaça la 1re brigade en conduisant l'opération Silver Bayonet I et réussit à attirer les trois régiments dans les lieux d'assemblement où ils devenaient des cibles pour les frappes des bombardiers B-52.
Le 11 novembre, les renseignements dévoilèrent les positions de ces trois régiments : le 66e à l'environ de YA9104, le 33e à YA 940010 et le 32e à YA 820070, s'apprêtant à attaquer le camp Plei Me pour la deuxième fois dont la date a été fixée par le commandement B3 du front de campagne APV pour le 16 novembre. Ces coordonnées signifient que les trois régiments étaient localisés dans leurs régions d'assemblement respectivement dont la surface était moins d'un kilomètre carré (note : une coordonnée de 4 chiffres est équivalente à 1 km2 ; celle de 6 chiffres à 100 m2). Cela fait qu'elles étaient de bonnes cibles pour la frappe aérienne de B-52. Le 12 novembre, la 3e brigade reçut l'ordre du général Larsen, IFFV commandant de first field force et du général Knowles, commandant de 1st Air Cavalry Division Forward Headquarters de se préparer pour un assaut aérien au pied de la montagne Chu Pong 13° 34′ 11″ N, 107° 40′ 54″ E, à 22 km au nord-ouest de Plei Me. Le 13 novembre, le colonel Thomas W. Brown, commandant de la 3e brigade agissant suivant l'ordre donné par les généraux Larsen et Knowles, rencontra le lieutenant colonel Hal Moore, commandant du 1er bataillon du 7e de cavalerie et lui ordonna « d'effectuer un assaut aérien le jour suivant jusqu'au 15 novembre ». Pendant ce temps, une source de renseignement ARVN signale que certains éléments de reconnaissance et unités de transport de B3 du front de campagne APV ont déjà quitté leurs zones d'assemblage pour attaquer le camp de Plei Me.

## Zones d'atterrissage
Il y avait dans la région plusieurs clairières qui furent sélectionnées comme possibles zones d'atterrissage pour hélicoptères. Ces zones furent nommées comme à l'habitude d'après une lettre de l'alphabet phonétique de l'OTAN.

(LZ pour Landing Zone)
- LZ X-Ray au 13° 34′ 04,6″ N, 107° 42′ 50,4″ E comme sa zone d'atterrissage. Une clairière dont le terrain plat était entouré par de petits arbres, situé au nord de la base du massif de Chu Pong et bordé par un lit de ruisseau à sec. La rivière Drang était située à environ 2 km au nord.
- LZ Albany au nord au 13° 35′ 43″ N, 107° 42′ 55″ E
- LZ Columbus, à l'est d'Albany au 13° 35′ 20,8″ N, 107° 44′ 29″ E
- LZ Tango à environ 2 km au nord au 13° 35′ 28,8″ N, 107° 42′ 46″ E
- LZ Yankee à une distance similaire au sud au 13° 33′ 14,1″ N, 107° 43′ 01,3″ E
- LZ Whiskey, à 2,1 km au sud-est au 13° 33′ 17,8″ N, 107° 43′ 40,8″ E
- LZ Victor au 13° 33′ 33″ N, 107° 43′ 47,8″ E à 4 km au sud-sud-est.

Knowles sélectionna la zone d'atterrissage initiale utilisée par Hal Moore et ses troupes, sachant bien que l'ennemi était démuni des armes anti-aériennes et des mortiers qui avaient été détruits pendant l'attaque contre le camp de Plei Me et que l'ennemi aurait pu positionner sur les collines aux alentours de la zone d'atterrissage pour tirer sur les hélicoptères et les troupes attaquantes.
Un support d'artillerie fut fourni par la base d'appui feu (Firebase) FB Falcon, située à environ 8 km au nord-est.
X-Ray était à peu près de la taille d'un terrain de football américain, avec environ 100 mètres de longueur (d'est en ouest). On estimait que seulement 8 Hueys pourraient s'y poser en même temps. Le 1er bataillon du 7e régiment de cavalerie était une unité typique de l'armée américaine de l'époque, constituée de trois compagnies de fantassins (compagnies Alpha à Charlie) et d'une compagnie d'armes lourdes (compagnie Delta), avec un total de 450 hommes environ, sur les 795 de l'effectif autorisé du bataillon. Ils devaient être transportés par 16 hélicoptères Huey, pouvant généralement accueillir entre 10 et 12 soldats équipés, de sorte que le bataillon devait être déposé en plusieurs vols transportant un peu moins d'une compagnie à chaque rotation. Chaque vol devait durer à peu près 30 minutes. Moore organisa les vols afin que la compagnie Bravo comprenant son équipe de commandement soit acheminée en premier (10h48), suivie par les compagnies Alpha (12h10), Charlie (12h45), Delta (13h00) et pour finir le reste des unités tactiques (15h00).
Le plan de Moore était de déplacer la compagnie Bravo vers le nord-ouest, le long du lit du ruisseau, et les compagnies Alpha et Charlie en direction du sud, vers la montagne. La compagnie Delta, qui comprenait des troupes d'armes spéciales, c'est-à-dire les équipes de mortiers et leurs pièces, une équipe de reconnaissance et les unités de mitrailleuses, devait être utilisée comme réserve de champ de bataille. Au centre de la zone d'atterrissage, se situait une grande termitière qui allait devenir le poste de commandement de Moore.
Enfin, la compagnie Bravo du 7e de cavalerie a terminé de se déposer sur la zone d'atterrissage à 18h00.

## Le1erBataillon du7ede Cavalerie et la bataille pour LZ X-Ray

### 1erjour: 14 novembre

#### Largages

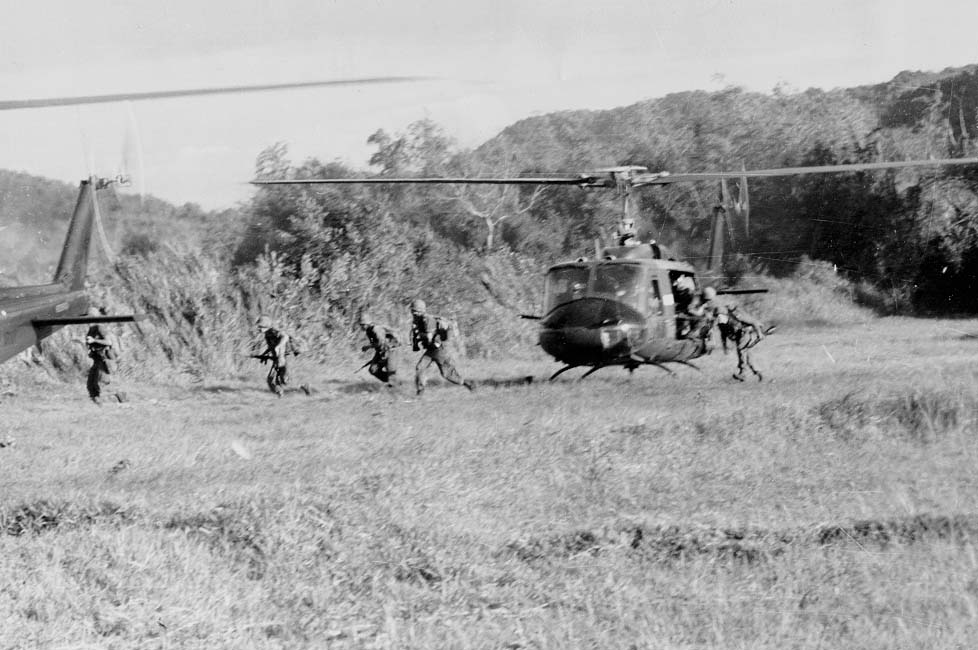
Largages du 1er bataillon du 7e de Cavalerie sur LZ X-Ray.

Une source de renseignement ARVN signale qu'avant l'aube, certains éléments d'assaut du commandement B3 du front de campagne APV commencent à sortir de leurs zones d'assemblage pour attaquer le camp de Plei Me.
À 10 h 48, les premiers éléments de la compagnie Bravo du 1er bataillon du 7e de Cavalerie touchaient le sol de la zone d'atterrissage X-Ray, après environ trente minutes de tirs d'artillerie, de roquettes et de frappes aériennes. Les troupes ont été insérées à environ 200 mètres de la position du 9e bataillon NVA appartenant au 66e régiment. Le lieutenant-colonel Moore et son groupe de commandement accompagnaient la compagnie Bravo du capitaine John Herren. Au lieu d'essayer de sécuriser l'ensemble de la zone d'atterrissage avec le peu d'hommes largués (entre quatre-vingt-dix et cent), le gros de la compagnie Bravo resta au centre de la zone, tandis que de petits groupes de combat étaient envoyés aux alentours pour reconnaître les abords de la zone d'atterrissage.
La mise en place d'un soutien aérien a eu pour effet de faire reporter par le commandement B3 du front de campagne APV l'attaque du camp Plei Me afin de  faire face à la nouvelle menace avec ses 7e et 9e bataillons, tandis que les unités restantes de leur force ont été mises en attente à leurs positions de rassemblement.
Après son largage, Herren  reçut l'ordre d'aller se positionner vers l'ouest le long du lit du ruisseau. Moins de trente minutes après, un de ses pelotons commandé par le sergent John Mingo surprit et captura un soldat non armé du 33e régiment de l'armée nord-vietnamienne. Le prisonnier révéla qu'il y avait trois bataillons de l'armée nord-vietnamienne en position sur la montagne Chu Pong, soit environ 1 600 soldats vietnamiens, pour moins de 200 Américains présents à ce moment dans la zone.
À 11 h 20, le second largage du bataillon arriva, avec le reste de la compagnie Bravo et un peloton de la compagnie Alpha, commandé par le capitaine Tony Nadal. À 12 h 10 eut lieu le troisième largage, comprenant la quasi-totalité de la compagnie Alpha. Celle-ci rejoignit les positions qui lui étaient assignées, c'est-à-dire à l'arrière et sur le flanc gauche de la compagnie Bravo le long du lit du ruisseau mais aussi à l'ouest et au sud, perpendiculairement au lit du ruisseau. À 12 h 15, les premiers coups de feu furent tirés en direction des trois pelotons de la compagnie Bravo qui patrouillaient dans la jungle au nord-est du lit du ruisseau. À 12 h 20, Herren ordonna à son 1er peloton (sous les ordres du lieutenant Al Devney) et à son 2e peloton (sous les ordres du lieutenant Henry Herrick), d'avancer côte à côte, et au 3e peloton (sous les ordres du lieutenant Dennis Deal) de suivre les deux pelotons en tant qu'unité de réserve.
Le peloton de Devney menait le groupe à environ cent mètres à l'ouest du lit du ruisseau, avec les hommes de Herrick sur ses arrières et son flanc droit. Juste avant 13 h 0, le peloton Devney fut durement attaqué par des soldats nord-vietnamiens sur chacun de ses flancs, subissant des pertes et se retrouvant immobilisé. C'est à peu près au même moment que Herrick transmit par radio qu'il avait reçu des tirs sur son flanc droit et qu'il poursuivait une escouade de forces communistes dans cette direction.
Le général Knowles appela le général Kinnard pour signaler que le 1er bataillon du 7e cavalerie a engagé l'ennemi et demanda un bataillon supplémentaire - le 2e bataillon du 5e de cavalerie - pour contrer les 7e et 9e bataillons de l'APV.

#### Le peloton Herrick est isolé
Dans sa poursuite des forces vietnamiennes qui venaient de l'attaquer sur son flanc droit, le peloton Herrick fut rapidement étalé sur une cinquantaine de mètres, et séparé du reste du bataillon par environ cent mètres. Très vite, Herrick demanda par radio s'il devait traverser ou contourner la clairière que son peloton venait de rencontrer dans la broussaille. Herrick dit qu'il craignait d'être coupé du reste du bataillon s'il essayait de la contourner et préférait donc la traverser pour continuer la poursuite des troupes communistes.
Un intense échange de tirs éclata rapidement dans la clairière ; durant les premières minutes, son peloton n'eut pas de victimes et infligea de lourdes pertes aux Nord-Vietnamiens qui surgissaient de derrière les arbres. Herrick transmit par radio que l'ennemi tentait le prendre en tenaille sur ses flancs gauche et droit, menaçant de l'encercler. En réponse, le capitaine Herren lui ordonna de tenter de revenir au contact du 1er peloton de Devney. Herrick lui répondit que cela lui était impossible, car il en était séparé par une importante concentration ennemie.
La situation se détériora très rapidement pour le peloton Herrick, qui commença à subir des pertes sous la persistance de l'attaque nord-vietnamienne. Herrick ordonna à ses hommes de former un petit périmètre défensif sur un petit monticule dans la clairière. En vingt-cinq minutes environ, cinq hommes du peloton furent tués, y compris Herrick, qui transmit par radio à Herren qu'il était touché et passait le commandement du peloton au sergent Carl Palmer. Avant de mourir, Herrick donna des instructions vitales à ses hommes, notamment de détruire les codes de transmissions radio et de faire appel à un soutien d'artillerie.
Le sergent Ernie Savage prit le commandement du peloton après que le sergent Palmer et le sergent Robert Stokes furent tués. Le peloton restait techniquement sous le contrôle du sergent de 1re classe Mac McHenry, qui se trouvait ailleurs sur le périmètre. Savage avait pris le commandement du fait de la proximité de la radio et commença le processus d'appel pour des bombardements d'artillerie répétés autour de la position du peloton. À ce moment, huit hommes de celui-ci avaient été tués et treize autres étaient blessés. Sous le commandement de Savage, et avec les soins efficaces du médecin du peloton Charlie Lose, les hommes tinrent le monticule durant toute la durée de la bataille pour X-Ray.
Le soldat spécialiste Galen Bungum du peloton Herrick dira plus tard de la position sur le monticule :

« Nous avons ramassé tous les chargeurs complets qu'on pouvait trouver et on les a empilés face à nous. Nous ne pouvions pas creuser de trous. Le manche de ma pelle avait été soufflé par une explosion et avait traversé une de mes gourdes. Le feu était si intense que si vous aviez essayé de vous lever pour creuser un trou, vous seriez mort. Ce n'était que mort et destruction tout autour de nous. »

Le sergent Savage se souviendra plus tard des assauts répétés des soldats de l'armée nord-vietnamienne :

« Il semblait qu'ils ne se souciaient pas de combien d'entre eux tombaient. Certains d'entre eux trébuchaient sur les cadavres, en fonçant droit sur nous. D'autres avaient leurs armes en bandoulière et chargeaient à mains nues. Je n'étais pas à court de munitions - j'avais une trentaine de chargeurs dans mon sac. Et pas de problème avec le M-16. Une heure avant qu'il fasse nuit, trois hommes se sont introduits dans le périmètre. Je les ai tués tous les trois à 15 mètres de distance. »

#### La bataille pour le lit du ruisseau
Avec le peloton Herrick isolé et encerclé, le reste du bataillon dut se battre pour maintenir le périmètre. À 13 h 32, la compagnie Charlie du capitaine Bob Ewards arriva enfin, et prit les positions qui lui étaient attribuées au sud et au sud-ouest, face à la montagne Chu Pong.
Vers 13 h 45, par l'intermédiaire de son officier responsable des opérations aériennes au-dessus du champ de bataille (le capitaine Matt Dillon), Moore demanda des frappes aériennes, d'artillerie, et de roquettes sur la montagne pour empêcher les Nord-Vietnamiens de continuer leur avance sur les positions du bataillon.
Le 3e peloton du lieutenant Bob Taft, de la compagnie Alpha, affronta environ cent-cinquante soldats vietnamiens progressant sur la longueur et les côtés du lit du ruisseau (du sud) vers le bataillon. Il fut ordonné aux soldats du 3e peloton de laisser leurs sacs et de monter à l'assaut. L'échange de tirs consécutif fut particulièrement coûteux en hommes pour le 3e peloton – ses premières lignes étant rapidement abattues. Le 3e peloton fut contraint de se replier et Taft tué durant cette manœuvre. Le sergent Nathan Lorenzo, vétéran de la guerre de Corée, prit le commandement du 3e peloton et réussit à stopper l'avancée des Vietnamiens dans le lit du ruisseau.
Les forces vietnamiennes décidèrent de changer leur angle d'attaque, tentant de passer du flanc du 3e peloton à celui de la compagnie Bravo. Leur avance fut vite enrayée par le 2e peloton du lieutenant Walther "Joe" Marm de la compagnie Alpha, situé sur le flanc gauche de la compagnie Bravo. Moore avait ordonné au capitaine Nadal (chef de la compagnie Alpha) de prêter un de ses pelotons à la compagnie Bravo, pour permettre à Herren d'essayer de percer les lignes vietnamiennes pour rejoindre le peloton Herrick encore isolé.
Depuis leur nouvelle position, les hommes de Marm tuèrent quatre-vingt soldats vietnamiens à la mitrailleuse, au fusil et à la grenade. Les survivants battirent en retraite vers le lit du ruisseau, où ils furent abattus par des tirs provenant du reste de la compagnie Alpha. On retrouva les plaques d'identité du lieutenant Taft sur le cadavre d'un soldat vietnamien, abattu par les hommes du 3e peloton de la compagnie Alpha. Irrité que le corps du lieutenant Taft eût été laissé sur le champ de bataille au milieu du chaos, le capitaine Nadal et son radio, le sergent Jack Gell, ramenèrent le corps de Taft et des autres soldats américains vers le lit du ruisseau, sous un feu ennemi intense.

#### Attaque venant du Sud
À 14 h 30, les derniers soldats de la compagnie Charlie arrivèrent, avec les éléments principaux de la compagnie Delta du capitaine Ray Lefebvre. Le largage eut lieu sous un feu nourri des troupes vietnamiennes, prenant pour cible la zone d'atterrissage ; les équipages des hélicoptères et les soldats fraîchement débarqués subirent de nombreuses pertes.
Le petit contingent de la compagnie Delta prit position sur le flanc gauche de la compagnie Alpha. La compagnie Charlie, rassemblée au complet au sud et au sud-ouest, fut atteinte en quelques minutes par un assaut frontal vietnamien. Le capitaine Edwards de la compagnie Charlie transmit par radio qu'environ 175 à 200 soldats vietnamiens chargeaient les lignes de sa compagnie. Avec une vue dégagée sur le champ de bataille, la compagnie Charlie fut en mesure de faire appel et de guider précisément un soutien d'artillerie, notamment avec des obus au napalm, qui infligea de très lourdes pertes aux forces vietnamiennes. À 15 h 0, l'attaque vietnamienne avait été enrayée, et les forces vietnamiennes rompirent le combat, environ une heure après le début de l'attaque.

#### Attaque contre Alpha et Delta
Environ à la même heure, Alpha et les éléments de tête de Delta (qui avait accompagné Alpha sur le périmètre à proximité du lit du ruisseau) sont accueillis par une attaque féroce de l'armée populaire vietnamienne, couvrant le flanc gauche, critique en raison du déploiement des Nord-Vietnamiens.
Les troupes de Delta subissent de lourdes pertes en repoussant l'attaque nord-vietnamienne et le capitaine Lefebvre est blessé peu après son arrivée à X-Ray. Un de ses chefs de peloton, le lieutenant Raoul Taboada est également grièvement blessé. Lefebvre remet le commandement au sergent Gonzales George (qui, à l'insu de Lefebvre, avait également été blessé).
Alors que des hélicoptères d'évacuation médicale (évacuations sanitaires) étaient censés transporter les victimes de plus en plus nombreuses du bataillon, seulement deux ont été évacuées par les pilotes avant que les évacuations sanitaires soient suspendues en raison de l'intensité du feu nord-vietnamien. L'officier de renseignement, le capitaine Tom Metsker (déjà blessé), est mortellement touché à bord d'un Huey.

#### Les Américains se retranchent pour la nuit

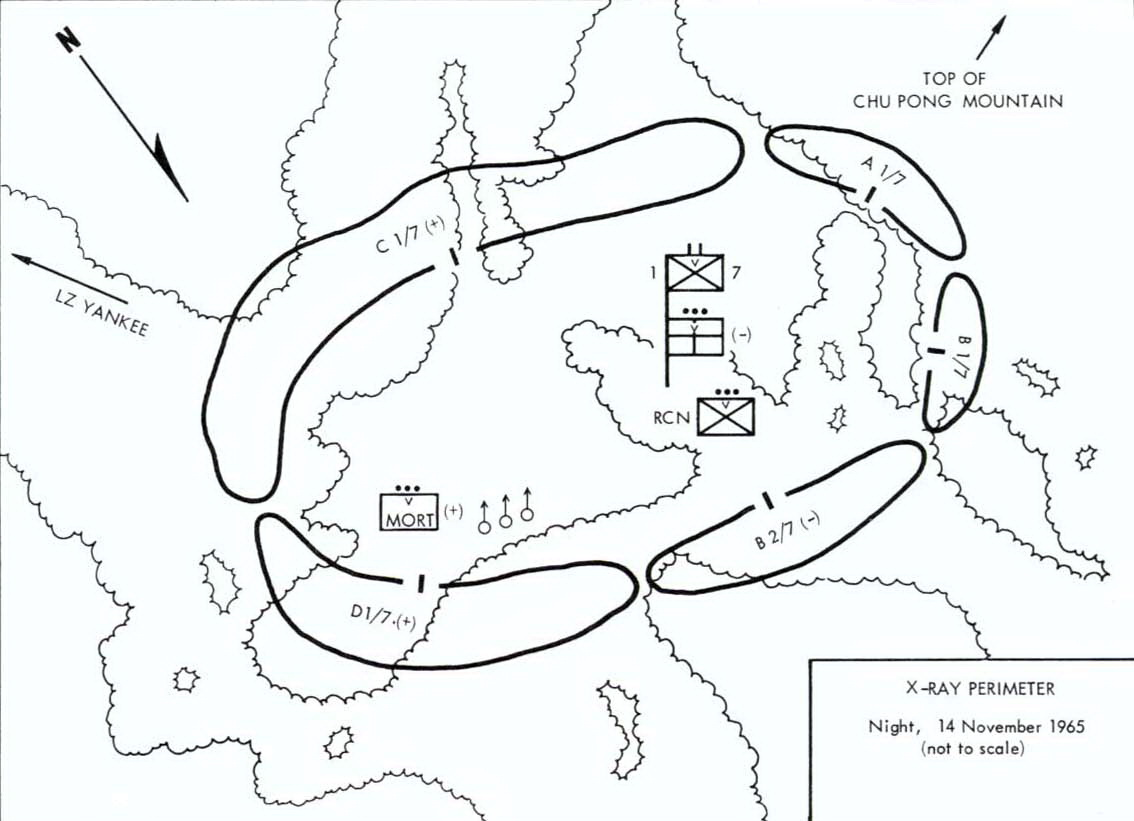
Situation durant la nuit du 14 novembre.

À 17 h 0 les éléments principaux de la compagnie Bravo sont arrivés à LZ X-Ray afin de renforcer le bataillon en difficulté. En vue de préparer une position défensive pour la nuit, Moore ordonne au capitaine Myron Diduryk de la compagnie Bravo de placer deux pelotons sur le côté nord-est du périmètre près des positions de Delta.
À la même heure, le colonel Brown ordonne au 2e bataillon du 5e de cavalerie de se rendre à la zone d'atterrissage Victor, située à 5 kilomètres de la zone d'atterrissage X-Ray afin d'être prêt à renforcer le 1er bataillon du 7e cavalerie le jour suivant.
Lorsque la nuit tombe, Bravo a subi 47 pertes (dont un officier) et Alpha 34 (dont trois officiers). Les pertes de la compagnie Charlie sont proportionnellement minimes, se montant à seulement quatre blessés.
Les forces américaines sont placées en alerte complète tout au long de la nuit. Les Nord-Vietnamiens attaquent les positions américaines. Les équipes de M-60, placées tactiquement autour du périmètre pour fournir des champs de tirs multiples, reçurent l'ordre de retenir leur feu, de manière à dissimuler leur véritable emplacement.
Le peloton sous le commandement du sergent Savage subit trois attaques importantes au cours de la nuit (une peu avant minuit, une à 3h15, et la dernière à 4h30). L'armée populaire vietnamienne, utilisant des clairons pour signaler sa présence, a été repoussée de la butte avec de l'artillerie et des grenades.
À 18 h 50, le général Kinnard, commandant de la 1st Air Cavalry Division, discute avec le général Larsen, commandant de la First Field Force, la possibilité d'avoir une frappe aérienne B-52 aux alentours de la zone d'atterrissage X-Ray. Ce dernier lui fait savoir qu'une telle frappe a été programmée par le général DePuy, J3/MACV, en coordination avec le général Vĩnh Lộc, commandant du II Corps ARVN, prévue pour 16 h 00 le jour suivant.

### 2ejour: 15 novembre
Juste avant l'aube à 6 h 20, Moore ordonne à ses troupes de mener des patrouilles de reconnaissance.
À 6 h 50, des patrouilles de la compagnie Charlie du 1er peloton (commandé par le lieutenant Neil Kroger) et 2e peloton (commandé par le lieutenant John Geoghegan) avancent de 150 mètres à partir du périmètre et entrent en contact avec les troupes de l'armée populaire vietnamienne. Un échange de tirs éclate, forçant les soldats américains à se replier.
Peu après, une force estimée à plus de 200 soldats nord-vietnamiens lance un assaut contre les 1er et 2e pelotons sur le côté sud du périmètre. Un soutien d'artillerie lourde est appelé par les défenseurs américains, mais les Nord-Vietnamiens se trouvent bientôt à 75 mètres des lignes du bataillon.
Les deux pelotons subissent des pertes importantes lors de cette attaque, marquée notamment par la mort de Kroger et de Geoghegan. Geoghegan est tué en tentant de secourir un de ses hommes blessés, le soldat de première classe Willie Godboldt (mort de ses blessures peu après). Deux équipes de M-60 repoussent l'avance nord-vietnamienne.
Après cette attaque, la 3e section de Charlie est également prise à partie par l'armée populaire vietnamienne. Le capitaine Edwards est blessé et le lieutenant John Arrington doit assumer le commandement de la compagnie, avant d'être lui-même blessé.
À 7 h 55, les Nord-Vietnamiens intensifient leurs attaques et les Américains doivent faire appel à un soutien aérien, notamment sur les lignes de la compagnie Charlie.
Le colonel Moore donne l'ordre au lieutenant Hastings de déclencher un « Broken Arrow » (cet ordre signifie qu'une unité américaine est sur le point d'être submergée et réclame le soutien aérien de tous les appareils disponibles sur zone – lors d'une « Broken Arrow », les aviateurs sont totalement aux ordres du JTAC au sol et doivent théoriquement obéir à toutes les demandes d'appuis, y compris le bombardement de la position alliée) et d'un CAS DG (appui aérien en situation de danger rapproché).
2 F-100 Super Sabre s'approchent de X-Ray, mais leur trajectoire est trop proche des lignes américaines. Le lieutenant Hastings tente de faire annuler la frappe, mais trop tard : si le second F-100 Super Sabre parvient à dégager à temps, le premier a déjà largué son napalm. Plusieurs Américains ont été blessés ou tués lors de cette frappe aérienne fratricide.
À 8 h 0, le 2e  bataillon du 5e de cavalerie marche furtivement vers la zone d'atterrissage LZ X-Ray pour renforcer le  1er bataillon du 7e de cavalerie.
À 9 h 30, le colonel Brown, commandant de la 3e brigade atterrit sur la zone d'atterrissage X-Ray pour arranger la préparation du repli du 1er bataillon du 7e de cavalerie, considérant la tâche de détourner l'attention de l'ennemi vers le camp de Plei Me comme accomplie. Il a l'intention d'établir un poste de commandement avancé de la 3e brigade sur le champ de bataille avec la présence du 1er et 2e bataillons du 7e de cavalerie et le 2e bataillon du 5e de cavalerie sur place. Lorsque Moore refuse de céder le commandement de son bataillon, Brown se contente de lui notifier avant de quitter le lieu que le 1er bataillon du 7e de cavalerie serait retiré le lendemain.
À 10 h 0, les Nord-Vietnamiens battent en retraite malgré l'affaiblissement des lignes américaines.
Précisément à 16 h 0, la première vague de bombardements en tapis des B-52 est tombée à YA 8702 (environ 7 kilomètres à l'ouest de la zone d'atterrissage X-Ray) visant principalement à frapper les unités du 32e régiment qui se trouvent à environ 5 kilomètres plus à l'ouest et continueront pendant 5 jours consécutifs. Le lieutenant-colonel Nguyễn Hữu An est sur son chemin allant de son poste de commandement à la zone d'atterrissage X-Ray pour rencontrer Lã Ngọc Châu, commandant intérimaire du 7e bataillon APV, lorsqu'il voit pour la première fois les vagues de bombardements en tapis des B-52 tomber sur ses troupes.
L'unité de cavalerie aérienne sur les lieux a signalé avoir vu la position de l'arme à feu de calibre 3.50 directement sur la piste de largage tirer sur l'avion.
À 16 h 30, le général Knowles atterrit à la zone d'atterrissage LZ X-Ray pour réitérer le repli du 1er bataillon du 7e de cavalerie prévu pour le jour suivant.
Vers 17 h 0, les unités du 1/9 Cav Squadron entrent dans la zone de la frappe des B-52 pour évaluer le résultat de la frappe.
À 18 h 0, le général Kinnard fait appel à une seconde frappe de B-52 et apprend que le général Vĩnh Lộc a déjà fait la même demande.
À 20 h 40, le 1er de cavalerie soumet une demande pour une deuxième frappe aérienne de B-52 avec des cibles primaires fixées pour YA 830050, YA 850050, YA 843000 et alternatives pour YV 890980, YV 910980, YV 890950, YV 910950.

### Nuit du 15 au 16 novembre
Vers minuit, le lieutenant-colonel Moore reçoit du lieutenant-colonel Edward C. (Shy) Meyer, officier exécutif de la 3e Brigade, un message indiquant que le quartier général du général William Westmoreland voulait qu'il quitte X-Ray le lendemain matin pour Saigon afin de rapporter oralement l'état de la bataille. Il s'est vigoureusement opposé à l'ordre et a été autorisé à rester avec son bataillon dans le retrait prévu pour le lendemain matin.
Durant la nuit, à 4 h 0 du matin, les Nord-Vietnamiens lancent une contre-attaque. La compagnie Bravo parvient à repousser 300 soldats de l'armée populaire vietnamienne en quelques minutes grâce à l'utilisation de 4 batteries d'artillerie. Les  Nord-Vietnamiens répètent leur attaque 20 minutes après mais sans succès : ils attaquent au total 4 fois jusqu'à l'aube.
La compagnie Bravo dénombre dans ses rangs seulement 6 blessés et aucun tué.

### 3ejour: 16 novembre
Dans la matinée du 16 novembre, les Américains des 5e et 7e régiments de cavalerie parviennent à sécuriser la ZA X-Ray, perdant 79 hommes et dénombrant 127 blessés lors des affrontements.
À 8 h 30, DePuy demande à Knowles s'il compte effectuer une opération d'exploitation vis-à-vis de la frappe aérienne d'hier et s'il a un plan d'ajouter un bataillon supplémentaire pour atteindre un total de cinq - à part les 1/7, 2/7, 2/5 et 1/9 blindé bataillons dans la région opérationnelle.
À 9 h 15, Knowles veut que les unités de cavalerie organisent une opération d'exploitation des frappes B-52 d'hier. Moore réplique qu'il a l'intention d'envoyer la cavalerie, néanmoins à présent toutes les unités sont engagées.
Vers 10 h 30, le 1er bataillon du 7e de cavalerie reçoit l'ordre de quitter la zone tandis que le 2e bataillon du 7e de cavalerie et le 2e bataillon du 5e de cavalerie ont l'ordre de reculer de 2 000 mètres pour occuper les positions défensives pour passer la nuit. Ils se déplacent vers le haut à l'est du fond de la soucoupe à la jante orientale.
À 12 h 53, le général Westmoreland appelle et s'enquiert si la cavalerie a suffisamment d'appui aérien et si les troupes vont bien.
Vers 20 h 25, DePuy finalise le plan de frappe B-52 sur la zone d'atterrissage X-Ray prévue pour le lendemain à midi. Il obtient de Brown que les troupes de cavalerie auront assez de temps et respecteront les limites de sécurité de 3 kilomètres.

### 4ejour: 17 novembre
À 9 h 0, le centre d'opérations tactiques du 1er de cavalerie soumet une demande de frappe aérienne de B-52 à J3/MACV pour demain 18 novembre à 13h00 ; priorité 1. 9201-9401-9208-9408, priorité 2. 9009-9209-9006-9206, priorité 3. 8306-8506-8303-8503.
Vers 9 h 0, les deux bataillons restants abandonnent furtivement la zone d'atterrissage X-Ray à pied à l'insu de l'ennemi. Le 2e bataillon du 5e de cavalerie se déplace au nord est vers la zone d'atterrissage Columbus approximativement de 4 kilomètres, et le 2e bataillon du 7e de cavalerie se rend à la zone d'atterrissage Albany à peu près 4 kilomètres au nord-nord-est.
À 12 h 0, alors que les deux bataillons ont dépassé les limites de sécurité de 3 kilomètres, les troupes des 7e et 9e bataillons du 66e régiment APV demeurant aux alentours de la zone d'atterrissage X-Ray sont prises par surprise par la frappe B-52.

#### LZ Albany
Le déplacement du 2e bataillon du 7e de cavalerie vers la zone d'atterrissage Albany est basé sur les renseignements qui indiquent que l'ennemi s'est replié dans cette direction. Ces unités sont : 1er compagnie/1er bataillon/33e régiment, 2e compagnie/1er bataillon/33e régiment, 6e compagnie/8e bataillon/66e régiment, 
7e compagnie/8e bataillon/66e régiment et 8e compagnie/8e bataillon/66e régiment. Pendant que le 2e bataillon du 7e de cavalerie est en marche en direction nord ouest vers la position du poste de commandement du 1er bataillon/33e régiment localisé au côté est de la rivière d'Ia Drang, la 8e compagnie/8e bataillon/66e régiment marche en direction sud est le long de rivière d'Ia Drang, et la 6e compagnie/8e bataillon/66e régiment et la 7e compagnie/8e bataillon/66e régiment marche vers le bas sur un chemin en collusion avec l'unité de cavalerie.
À 13 h 15, les deux forces ennemies rentrent en contact. La 6e compagnie/8e bataillon/66e régiment se heurte directement au 2e bataillon du 7e de cavalerie, la 1er compagnie/1er bataillon/33e régiment et la 2e compagnie/1er bataillon/33e régiment manœuvrent vers l'est et attaquent respectivement les flancs inférieur et supérieur, et la 8e compagnie/8e bataillon/66e régiment change sa direction vers le nord-ouest et attaque l'unité de cavalerie par derrière.
À 14 h, des renforts arrivent finalement, et les combats durent jusqu'au crépuscule.

### 5ejour: 18 novembre
À l'aube du 18 novembre, les Américains ramassent leur morts. 155 Américains sont tués ou portés disparus et 124 autres blessés. Du côté ennemi, 503 soldats sont tués et 122 armes sont capturées.
À midi, les bombardiers B-52 frappent les régions situées plus au nord de la zone d'atterrissage Albany et dans l'après-midi une unité de la cavalerie s'est rendue aux lieux de frappe aérienne pour faire le bilan.
En ce jour, le général Westmoreland et le général Cao Van Vien visitent le 1er bataillon du 7e de cavalerie. Ils écoutent un rapport donné par le lieutenant-colonel Moore sur la bataille de la ZA X-Ray. Westmoreland leur fait savoir que le bataillon a été recommandé pour l’octroi d'une « Presidential Unit Citation ». Ils s'envolent par la suite au quartier général de la 3e Brigade commandée par le colonel Brown. Ce dernier leur présente un rapport. Ils survolent ensuite la région opérationnelle. Avant de quitter Pleiku, ils ont également une réunion avec le général Vinh Loc et le général Larsen qui ont tous deux été impliqués à la bataille au niveau du corps d'armée. Pendant la rencontre, en la présence de Brown, ils devisent et sont d'accord que l'exécution de la bataille de la Drang était en ligne avec le Plan de Campagne National développé par le général Thang et le général DeDuy, les deux J3 de l'État-major Général ARVN et de MACV. Ils se rendent ensuite à Qui Nhon pour visiter les soldats blessés du 2e bataillon du 7e de cavalerie blessés dans la bataille de LZ Albany.

## Séquelles

### Opération Thần Phong 7

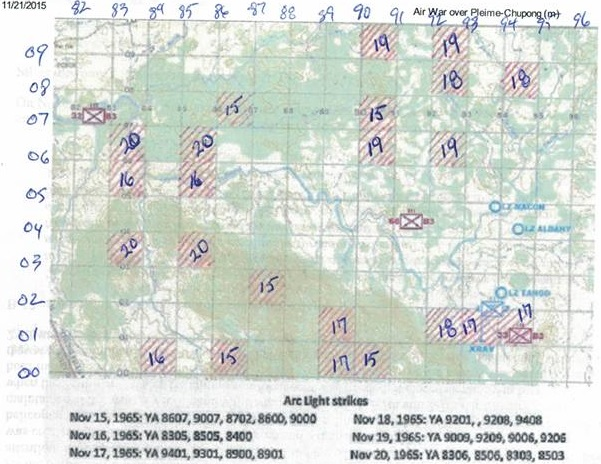
Frappe B-52 sur les positions APV, 15–20 novembre

Après 3 jours de frappes des B-52, les renseignements estiment que l'ennemi a perdu 2/3 de ses forces et le commandement du IIe corps d'armée ARVN décide de finir l'opération Long Reach avec l'opération Thần Pong 7 assumée par cinq bataillons de parachutistes ARVN avec le soutien de la 2e brigade de cavalerie US (opération Silver Bayonet II). L'appui d'artillerie américaine est établie à LZ Crooks située à 13° 40′ 05,6″ N, 107° 39′ 10″ E, 10 kilomètres de LZ Albany le 17 novembre. Les parachutistes ARVN établissent leur poste de commandement au camp de Duc Co situé près de la frontière cambodgienne et entrent en action à partir du 18 novembre. Le 20 novembre ils attaquent le 664e bataillon APV au côté nord de la rivière d'Ia Drang; et le 24 novembre, le 334e bataillon APV au côté sud de la rivière. Ces deux bataillons qui appartiennent au 32e régiment APV cherchaient à s'échapper au Cambodge. L'ennemi a subi 200 tués et a abandonné beaucoup d'armes sur le champ de bataille. L'opération des parachutistes ARVN se termine le 26 novembre lorsqu'ils ne trouvent plus de combattants ennemis dans la région opérationnelle.

### Frappes aériennes des B-52
Les frappes aériennes des B-52 continuent à frapper les positions des unités APV le 19 et 20 novembre, verrouillant les chemins de repli vers le territoire cambodgien et laissant ouvert un corridor unique qui a permis aux parachutistes de prendre en embuscade les deux bataillons APV, le 20 et le 24 novembre.
L'exécution des frappes aériennes sur le complexe de Chu Pong-Ia Drang a obtenu le meilleur temps de réaction selon DePuy  (14 heures et 57 minutes au lieu de 24 heures).
Le 20 novembre, le général Westmoreland donne l'ordre à ses J-2 (McChristian) et J-3 (DePuy) de chercher à réduire davantage le temps de réaction en dessous de 7 heures.
Le 15 et 16 novembre, les frappes aériennes de B-52 visent les positions des unités appartenant au 33e et 32e régiments; le 17 (à même LZ X-Ray) et 18 novembre, celles du 66e régiment ; le 19 novembre, celles du 66e et du 33e régiments; et le 20 novembre, celles du 32e régiment.

### Mauvaise nouvelle de LZ Albany
Westmoreland a réussi à tenir la presse dans l'ignorance à propos de l'emploi de la frappe massive aérienne de B-52 qui a causé la stupeur parmi les troupes APV. Cependant, il n'a pas pu empêcher la presse de s'emparer de la mauvaise nouvelle provenant de la bataille de LZ Albany où les troupes américaines ont essuyé de lourdes pertes le soir même du 18 novembre. Il a dû dépêcher le général Larsen à Pleiku pour se rendre compte des faits. Ce dernier rapporte que les troupes de cavalerie ont marché par inadvertance dans une zone de bivouac ennemi ; les deux parties ont toutes deux été surprises par cette rencontre fortuite. Le matin du lendemain, il organise un vol de journalistes à Pleiku pour voir ce qui s'était vraiment passé.

### Citation militaire
ARVN Unit Citation
- L'étendard du 1er bataillon du 7e de cavalerie a été décoré avec l' ARVN Gallantry Cross with Palm par le général Vĩnh Lộc, commandant du IIe corps d'armée[45].

Presidential Unit Citation
- Le 1er bataillon du 7e de cavalerie et les unités de soutien : Presidential Unit Citation, DAGO 40, 1967: 23 Oct. to 26 novembre 1965: Distinguished themselves by outstanding performance of duty and extraordinary heroism against an armed enemy in the Republic of Vietnam, becoming the first unit so honored for actions during the Vietnam War[46].

### Filmographie
Le film Nous étions soldats (We Were Soldiers) de Randall Wallace, avec Mel Gibson, sorti en 2002, tente d'évoquer heure par heure cette bataille.